# Бибиков, Иван Иванович (сановник)
Иван Иванович Бибиков (ок. 1686 — 24 мая 1745, Глухов) — высокопоставленный русский чиновник, глава нескольких коллегий и губерний, обер-прокурор Сената в 1723—1727 гг., главный командир Малороссии в 1742—1745 гг.

## Биография
Родился около 1686 года в семье столбового дворянина Ивана Богдановича Бибикова. С 1703 года служил офицером в Преображенском полку.
В 1722 году назначен прокурором Ревизион-коллегии. После состоявшегося в том же году преобразования этой коллегии в ревизион-контору Сената несколько месяцев заведовал её делами.
В 1723 году, после отстранения от должности обер-прокурора Скорнякова-Писарева, был утверждён Петром I в должности обер-прокурора Сената.
В 1724 году ездил в Стокгольм с поручением пригласить в русскую службу чиновников для Камер-коллегии, артиллерийских офицеров, инженеров, рудокопов (берг-веркеров), шпажного мастера для флота и купить рецепт состава для предохранения дерева от гниения. Миссия не увенчалась успехом. С большим трудом Бибикову удалось найти одного чиновника-камерира, который согласился ехать в Россию. Другие поручения оказались невыполнимыми. Шпажный мастер сначала договорился, а затем отказался заключить контракт: «Я-де слышал, когда мастеровой человек заедет, то его вовсе не отпустят, которой надобен». О берг-веркерах Бибиков писал, что шведы «сами выписывают их из чужих краев, и что их заповедано из Швеции выпускать». В то же время он собрал сведения «на письме о порядках» шведской камер-коллегии. Несмотря на малоуспешность поездки, Петр І остался доволен Бибиковым. Ему понравилось, что Бибиков очень осторожно отнесся к покупке «рецепта бальсама» — «материи, чем дерево мажут, чтобы не гнило», которую Бибиков согласился купить только после испытания.
После возвращения в Петербург приступил к исполнению обязанностей обер-прокурора; 22 февраля 1727 года был назначен президентом вновь учреждённой Ревизион-коллегии. Назначение состоялось по личному указанию Екатерины I, между тем как Верховный тайный совет предполагал назначить Бибикова на должность генерал-кригскомиссара. Вступив в должность, немедленно приступил к рассмотрению полковых ведомостей и начал устройство коллегии, выбрав для неё «каморы» (где помещалась Мануфактур-коллегия), набрал необходимый штат и составил проект инструкции.
В 1728 году на двух военных судах, корабле «Рафаил» и фрегате «Крейсер», под командой контр-адмирала Бредаля в сопровождении архимандрита, трёх священников, дьякона и певчих был отправлен в Голштинию с поручением перевезти в Петербург тело умершей голштинской герцогини Анны Петровны, выразить сочувствие герцогу Карлу Фридриху о кончине его супруги. Кроме того, учитывая свои старые связи в Голштинии, он должен был подтвердить дружеские отношения между Россией и герцогством.
В 1729 году впал в немилость к находившимся в зените могущества князьям Долгоруковым и получил повеление немедленно отправиться вице-губернатором в Иркутск. Но ему удалось отсрочить отъезд в Сибирь, и в феврале 1730 года, находясь в Москве, принял деятельное участие в шляхетском движении против верховников. Примкнул к кружку А. М. Черкасского и В. Н. Татищева и подписал как их монархический проект, так и поданное Анне Иоанновне прошение о восприятии самодержавия. Верховники видели в нём опасного противника и тем временем повторили ему приказание ехать в Иркутск: сенатский указ об этот вышел 25 февраля, в тот самый день, когда Императрица разорвала кондиции.
После падения верховников послан был в 1731 году губернатором в Белгород.
В 1732 году был командирован в Персию, к действовавшей армии, «для вспоможения в министерских делах» генерал-лейтенанту Лефорту. В 1734 году заведовал сборами с завоеванных персидских провинций.
В 1736 году получил назначение президентом Камер-коллегии, через пять лет вышел в отставку с чином генерал-поручика. В 1742 году получил повеление «в Малой России быть главным командиром… иметь в ведомстве своем министерскую и генеральную войсковую канцелярию и в правлении дел поступать по данным указам прежним командирам». Бибиков был последним главным командиром времени междугетманства (1734—1750), в те годы, когда Елизавета возобновляла привилегии Малороссии, и снискал себе расположение малороссиян.
В 1742 году он был награждён орденом Св. Александра Невского.
Через три года, 24 мая (4 июня) 1745 года умер в гетманской столице Глухове.

## Семья и состояния
От брака с Аграфеной Автономовной Дмитриевой-Мамоновой, дочерью богатейшего дьяка Автонома Иванова, оставил потомков. Среди них сыновья Петр (женатый на кнж. Марии Петровне Оболенской) и Степан (женатый на Марии Ивановне Гурьевой).
В августе 1723 года Бибиков обратился к Петру I с просьбой пожаловать ему отписанное во дворец каширское село Иваново с деревнями (163 двора), принадлежавшее раньше его тестю, а также несколько деревень в Лифляндии. У него было маленькое именье (около села Иванова), но оно давало мало дохода. По этому прошению Бибиков получил несколько деревень в Малороссии, которые в 1726 году заменены были землёй в Лифляндии (15 гаков).